# Chanos
Chanos (Chanos chanos) – gatunek dwuśrodowiskowej ryby promieniopłetwej, nazywanej rybą mleczną z powodu białego koloru i delikatnej konsystencji mięsa. Jedyny współcześnie żyjący przedstawiciel rodziny chanosowatych (Chanidae) i rodzaju Chanos. Największy gatunek z rzędu piaskolcokształtnych (Gonorynchiformes). 

## Zasięg występowania
Morze Czerwone, Ocean Indyjski i Ocean Spokojny. Występuje głównie w otwartych wodach oceanicznych o temperaturze powyżej 20 °C, wpływa do estuariów, rzek i jezior, dobrze znosi wodę słodką.

## Cechy charakterystyczne
Ciało wydłużone, wrzecionowate. Płetwa ogonowa głęboko wcięta. Mały otwór gębowy, brak zębów szczękowych. Trzy kręgi przekształcone w aparat Webera. Osiąga do około 1,7 m długości i 14 kg masy ciała. Żywi się glonami i bezkręgowcami. 
Chanosy pływają blisko powierzchni, w stadach złożonych z kilkudziesięciu osobników. Tarło odbywają bliżej brzegu, często w pobliżu raf koralowych. Samice składają kilka milionów ziarenek pelagicznej ikry.

## Znaczenie gospodarcze
Larwy chanosa są masowo poławiane i chowane w stawach. Narybek rozwija się bardzo szybko, zapewniając dużą wydajność w gospodarstwach rybackich.    

## Taksonomia
Synonimy nazwy rodzajowej Chanos: 
- Lutodeira van Hasselt, 1823
- Ptycholepis Richardson, 1843
- Scoliostomus Rüppell, 1828